# 백자양각 재명 매죽문 선형필세필가
백자양각 재명 매죽문 선형필세필가(白磁 陽刻 在銘 梅竹文 扇形筆洗筆架)는 서울특별시 서대문구, 이화여자대학교에 있는 조선시대의 백자이다. 2017년 4월 13일 서울특별시의 유형문화재 제401호로 지정되었다.

## 지정 사유
19세기 분원리 관요에서 제작된 것으로 추정되는 필세 겸 필가이다. 몸체의 반은 물이 고이는 필세이고, 반은 붓을 꽂을 수 있는 필가로 이처럼 필세와 필가를 함께 구성한 예는 거의 없다. 부채꼴 곡면에 백토이장(白土泥裝)으로 부조풍으로 문양을 표현하였고, 안쪽면에도 백토이장으로 당나라 시인 한유(韓愈, 768~824)와 유우석(劉 禹錫, 772~842)의 싯구를 각각 전서체로 양각하였다. 해강도자미술관에 소장된 필가를 제외하면 매우 드문 형식으로 서울시 유형문화재로 지정하는 것이 바람직하다.

## 조사보고서
상기 유물은 19세기 분원리 관요에서 제작된 것으로 추정되는 백자 선형필세 겸 필가로 표면에 매죽문과 시문이 양각되어 있으며 굽 바닥면에는 제작자와 시기를 알려주는 음각명이 있다.
미세한 철분이 소량 포함되어 있으나 대체로 밝은 회청색을 띠는 치밀질의 백토를 사용하였으며 표면에는 분원리 시기 특유의 담청색 반투명유약을 입혔는데 유면에는 빙열이 없고 광택이 은은하다. 유약은 전면에 고르게 시유하였으며 편평한 굽바닥면은 유약을 닦아내고 고운 모래를 받쳐 구운 것으로 추정된다.
부채모양의 평면에 얇은 흙판을 붙여 입체적으로 성형하였는데 몸체의 반은 물이 고이는 필세로, 반은 세 개의 붓을 꽂을 수 있는 구멍을 내 필가로 구성하였다. 필가와 필세의 경계부 기벽에는 작은 물구멍이 있으며 그 위로 이룡(驪龍)의 상형물을 부착(貼花)하여 막 승천하려는 모습을 형상화하였다.
부채꼴의 바깥쪽 곡면에는 매화나무와 대나무를 양각하였는데 문양은 백토이장(白土泥裝)을 얹어 부조풍으로 표현하고 윤곽은 가늘게 음각하여 돋보이게 하였다. 윗면과 부채꼴 안쪽면에도 역시 백토이장을 사용하여 당나라 시인 한유(韓愈, 768～824)의 싯구인 "含英咀花"와 당나라 시인 유우석(劉禹錫, 772～842)의 싯구인 " 水不在深有龍則靈"을 각각 전서체로 양각하였다.
편평한 굽 바닥면에는 제작과정에 새긴 "乙未六月上沅雨中, 石峯作, 又石書, 高士畵"라는 전서체 음각명이 남아있어 을미년(1835년 혹은 1895년) 6월에 석봉이 만들었으며 우석이 글을 쓰고 고사가 그림을 그렸다는 사실을 전해 준다.
제작당시에 이룡(驪龍)의 형상이 부착된 기벽 면이 일부 갈라졌으나 이후 보존상태는 매우 양호한 편이다. 굽 바닥면을 깨끗이 갈아냈으며 바닥면 한쪽 모서리가 미세하게(5mm가량) 결손되었다. 필세 내벽면에 먹물 등 오염이 약간 남아 있다.
이 백자 선형필세 겸 필가는 조선후기 선비사회에 유행한 문방청완 취미의 일면을 잘 보여주는 유물로 19세기 광주 분원리 관요에서 제작된 고급품으로 평가된다.
비록 유태의 품질이 최상급이라 보기 어려우나 만듬새가 정교하고 조형적으로도 창의성이 돋보이는 유물로 보존상태가 양호하다.
부채를 모티브로 한 백자 문방구는 연적 등이 다소 전해지고 있으나, 이처럼 필세와 필가를 함께 구성한 예는 거의 없다. 다만, 이 유물과 동일한 형식으로 함께 제작된 또 다른 한 점이 해강도자미술관에 소장되어 있는데, 여기에도 "을미년 6월에 우석(又石)이 만들었다"는 동일한 내용의 명문이 있어 이들의 제작시기와 제작자는 물론 서로의 관계를 통해 제작 배경을 유추할 수 있는 귀한 자료로서 서울시 유형문화재로 지정할 가치가 있다.

## 같이 보기
- 광주 조선백자 요지 - 사적 제314호

## 참고 자료
- 백자양각 재명 매죽문 선형필세필가 - 국가유산청 국가유산포털